# Jean-Michel Badiane
Jean-Michel Badiane (Parigi, 9 maggio 1983) è un ex calciatore francese, di ruolo difensore.

## Carriera

### Club
È stato un calciatore del Paris Saint-Germain fino all'estate 2006, quando passò al Sedan. Badiane ha giocato nel PSG sin dall'età di 10 anni, prendendo parte a tutte le categorie giovanili della squadra. Fece il suo debutto in massima serie il 21 agosto 2004 nella partita contro il Nantes.

### Nazionale
Ha giocato per la Francia Under-15, Under-17 e Under-21.